# Crippled Inside
Crippled Inside è un brano musicale scritto ed interpretato da John Lennon. La canzone è inserita nell'album Imagine ed è uscita nel 1971.

## Il brano
La canzone combina il tipico sarcasmo tagliente nei testi del Lennon di John Lennon/Plastic Ono Band, con il più melodico e leggero arrangiamento musicale dei brani presenti sul resto di Imagine. Il brano è anche chiaramente influenzato dallo stile musicale country, che all'epoca stava vivendo un periodo di revival grazie al country rock di gruppi come Flying Burrito Brothers, Allman Brothers Band, ecc. Nel velenoso testo della canzone, in cui viene criticata una persona ipocrita, carina fuori ma "marcia dentro", alcuni critici hanno supposto dei velati attacchi da parte di Lennon all'ex socio nei Beatles, Paul McCartney, già pesantemente attaccato in un altro brano del disco, How Do You Sleep?, sempre presente sull'album Imagine.

## Curiosità
- Mentre faceva ancora parte dei Beatles, John Lennon registrò una canzone, apparsa solo su bootleg, dal titolo Long Lost John, nella quale improvvisava con il resto della band. A circa 5:45 nel corso della registrazione, il brano sembra assomigliare molto a Crippled Inside ma, naturalmente, con un testo differente. Paul McCartney canta le armonie vocali nella canzone in questione, George Harrison aggiunge qualche parola, e Ringo Starr è alla batteria.
- George Harrison suona il dobro nella canzone, e Klaus Voormann (amico di vecchia data dei Beatles e autore della copertina del loro album Revolver) suona il basso.

## Formazione
- John Lennon: voce
- George Harrison: dobro
- Klaus Voormann - basso
- Alan White - batteria
- Rod Linton: chitarra acustica
- John Tout: chitarra acustica
- Ted Turner - chitarra acustica